# Cimetière Saint-Louis (Trois-Rivières)
Pour les articles homonymes, voir Cimetière Saint-Louis.
Le cimetière Saint-Louis est un cimetière-jardin de confession catholique situé au 1294 rue Laflèche à l'intersection du boulevard des Forges à Trois-Rivières (Québec) au Canada. Il est le plus vieux des cimetières catholiques toujours existant sur le territoire de la ville de Trois-Rivières.

## Histoire

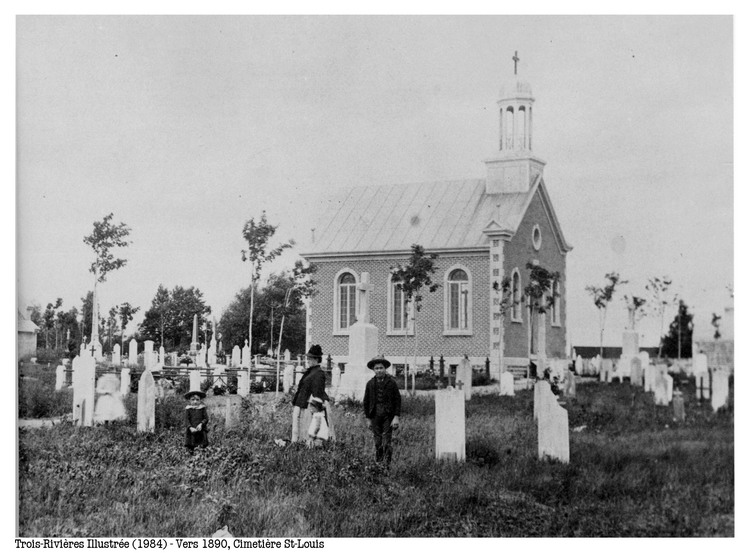
Le cimetière Saint-Louis vers 1890.

Le 5 août 1862, la fabrique de Trois-Rivières acquiert la parcelle de terre sur les hauteurs du coteau Saint-Louis et le cimetière ouvre trois ans plus tard en 1865. C'est Mgr Thomas Cooke premier évêque trifluvien à la tête de la Cathédrale de l'Assomption de Marie qui consacre le lieu à la demande des marguilliers de la paroisse de l'Immaculée-Conception de la Sainte-Vierge. Le premier ensevelissant se produisit en 1866. On y déplaça par la suite les dépouilles et les ossements de l'ancien cimetière des pauvres (1834-1870) positionné face au couvent des Ursulines vers ce nouveau cimetière situé alors plus au nord de la ville pour des raisons sanitaires à la demande des sœurs Ursulines elles-mêmes. L'ancien charnier érigé en 1867 témoigne quant à lui de l'architecture religieuse du XIXe siècle et est répertorié au patrimoine culturel du Québec.